# Băieții de la tonomat

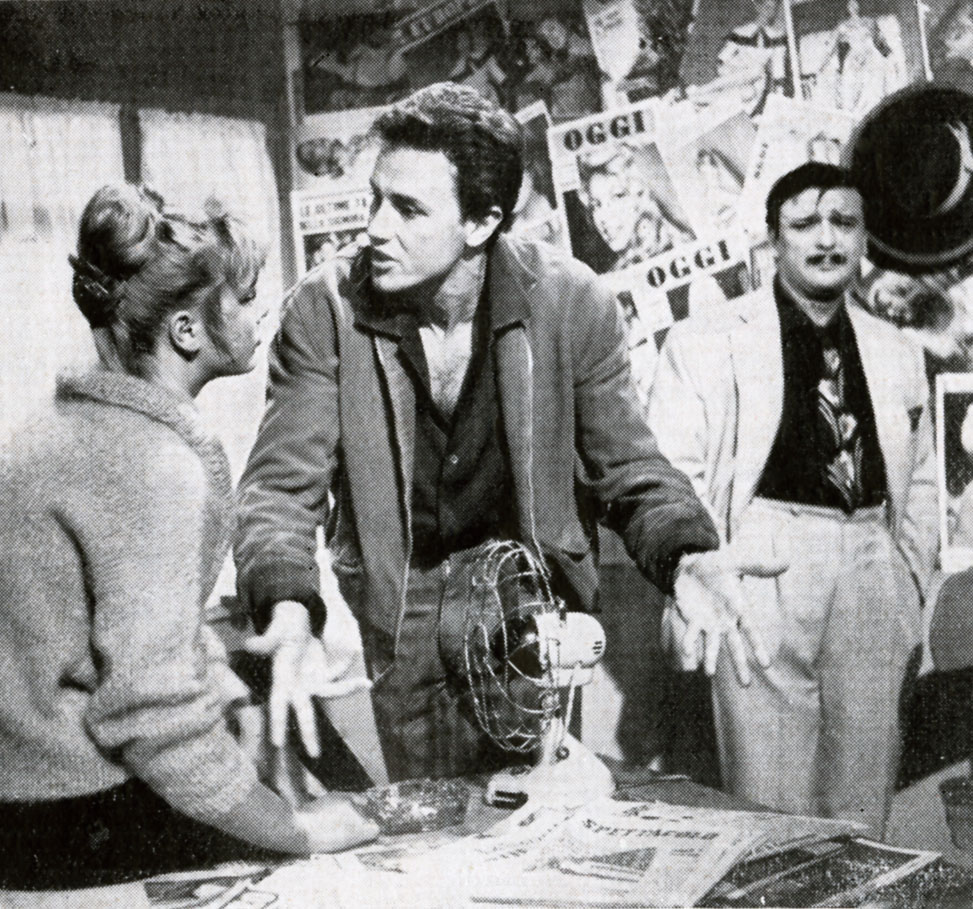
Scenă din film cu Elke Sommer, Antonio De Teffè și Fred Buscaglione

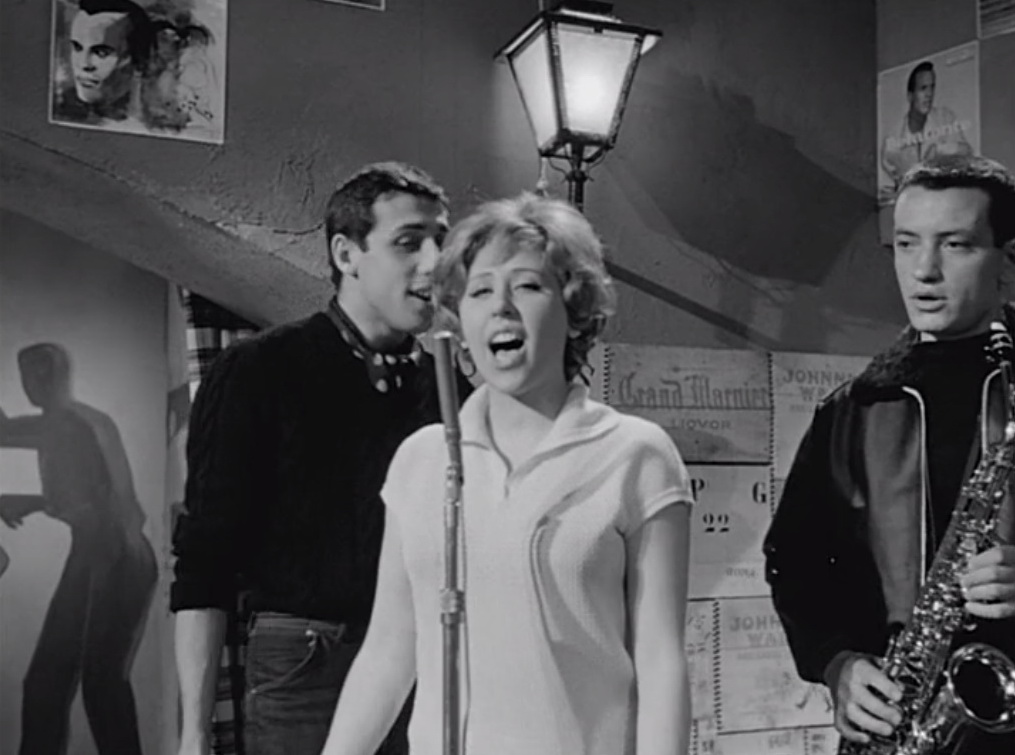
Scenă din film cu Adriano Celentano, Betty Curtis

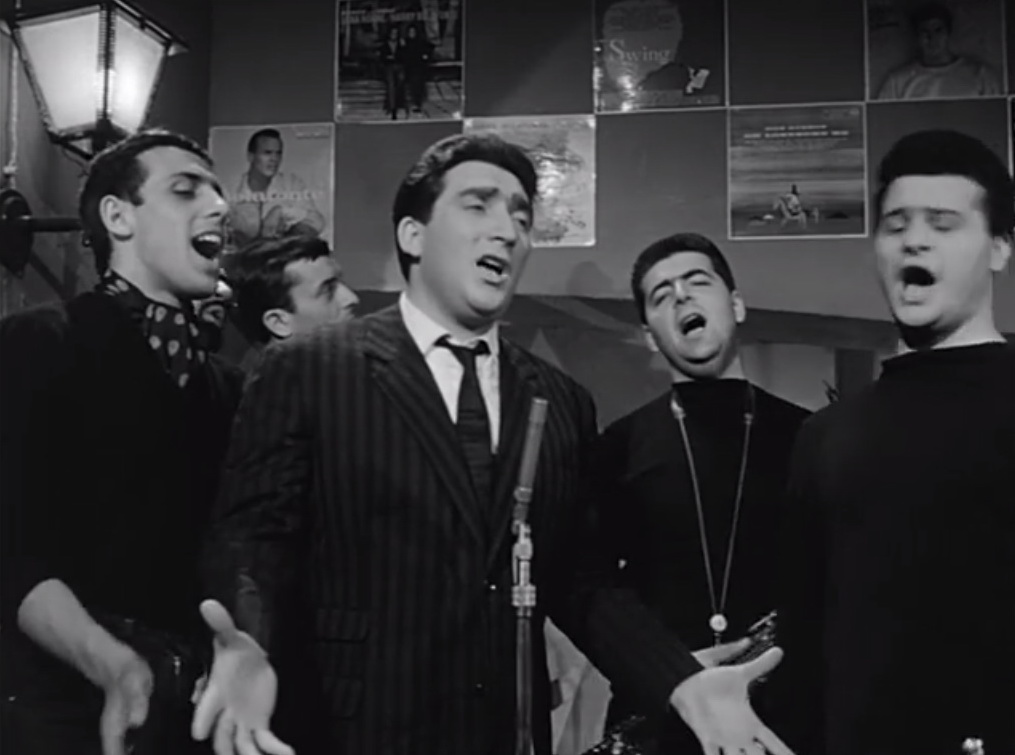
Scenă din film cu Adriano Celentano, Tony Dallara

Băieții de la tonomat (titlul original: în italiană Ragazzi del Juke-Box) este un film muzical
(subgenul musicarello, apărut în anii '50) din anul 1959 regizat de Lucio Fulci, având ca interpreți Mario Carotenuto, Elke Sommer și Anthony Steffen. Titlul filmului este luat după titlul cântecului lui Adriano Celentano Ragazzi del Juke-Box, de pe fața B al discului de  45 rpm (pe fața A având cântecul Il tuo bacio è come un rock). 

## Conținut
Tânăra fiică a unui șef de casă de înregistrări, cu toate că a primit din partea tatălui „arest la domiciliu”, ajută promovarea unei formații de muzică care interpreta muzica preferată de tineri.

## Distribuție
- Mario Carotenuto – Cesari (șeful Casei de înregistrări)
- Elke Sommer – Giulia Cesari (fiica lui)
- Antonio De Teffè – Paolo Macelloni
- Giacomo Furia – Gennarino
- Yvette Masson – Maria Davanzale
- Fred Buscaglione – Fred
- Adriano Celentano – Adriano
- Betty Curtis – Betty Dorys
- Gianni Meccia – Jimmy
- Tony Dallara – Tony Bellaria
- Mara Fiè – fata de la club
- Giuliano Mancini – Jimmy
- Karin Well – fata de la club
- Umberto D'Orsi
- Enzo Garinei
- Ornella Vanoni